# Вожакин, Михаил Георгиевич
Михаил Георгиевич Вожакин (род. 28 ноября 1952, Грозный, Грозненская область, РСФСР, СССР ) — советский и российский военачальник, генерал-полковник.
Сын Г. М. Вожакина — Героя Советского Союза.

## Биография
Родился 28 ноября 1952 года в г. Грозном. Русский.
Окончил Московское суворовское военное училище в 1971 году. В 1975 году — Московское высшее общевойсковое командное училище имени Верховного Совета РСФСР, в 1984 году — Военную академию имени М. В. Фрунзе. Кандидат социологических наук (1996).
Проходил службу в Южной группе войск, Московском военном округе. Командовал взводом, ротой, занимал должность заместителя командира батальона.
После окончания академии занимал различные командные и штабные должности. С 1988 по 2002 годы проходил службу в Управлении кадров Генерального штаба Вооруженных сил РФ. Занимал должности офицера, старшего офицера, заместителя начальника отдела, начальника отдела, начальника направления, заместителя начальника, а с июля 1997 года — начальника этого Управления.
В мае 2002 года был назначен на должность первого заместителя начальника Главного управления кадров Министерства обороны Российской Федерации.
С 29 октября 2004 года — начальник Главного управления кадров − заместитель начальника Службы кадровой и воспитательной работы Министерства обороны Российской федерации.
С сентября 2005 года — начальник Главного управления кадров Министерства обороны.
Уволен с военной службы в 2009 году.
Работал советником губернатора Московской области.

## Награды
- Награждён орденами и медалями СССР и России.
- Государственная премия Российской Федерации имени Маршала Советского Союза Г. К. Жукова в области литературы и искусства.[2]
- Заслуженный военный специалист Российской Федерации.

## Литературная деятельность
Член Союза писателей России. Автор повестей «Его высота» (1986) и «Соглядатай», романов «Товарищи офицеры», «Азартные игры: Записки офицера Генштаба», автор нескольких очерков о Героях России в двухтомнике «Военные звёзды» (2008).

## Память
- В 2007 году отмечалось 55-летие М. Г. Вожакина[5].